# 非洲原康修爾猿
非洲原康修爾猿（學名：Proconsul africanus），又名原康修爾猿非洲種，是首個屬於中新世時期的靈長目化石。牠是由Arthur Hopwood於1933年所命名，其後亦有發現很多被指是非洲原康修爾猿的化石，但都被編入了不同的物種中。
非洲原康修爾猿可以追溯至1800萬年前，可能是類人猿、小猿及人類的祖先。古人類學家路易士‧利基（Louis Leakey）指非洲原康修爾猿有猿及人類的特徵，其犬齒像猿，而前肢則像人。他最初認為非洲原康修爾猿並非猿及人類的祖先，而是同時擁兩類特徵的分支，但是後來卻就其準確分類改變了好幾次意見。現時相信非洲原康修爾猿是介乎猴及猿之間。

## 分類
有很多化石過往都被認為是屬於非洲原康修爾猿。路易士‧利基於1947年至1948年在肯尼亞維多利亞湖魯辛加島發現了更多的原康修爾猿化石，而瑪麗‧利基（Mary Leakey）於1948年亦發現了一組完整的骨骼，並將之編入非洲原康修爾猿中，但後來於1993年被重新分類為P. heseloni。於1951年，路易士‧利基及高斯克拉爵士（Sir Wilfrid Le Gros Clark）將Arthur Hopwood的Xenopithecus koruensis亦編入非洲原康修爾猿中。同年，Thomas Whitworth亦在魯辛加島發現更多的原康修爾猿化石，並認為是屬於非洲種的，但後來與1992年發現的化石一同被編入heseloni種中。

## 形態
非洲原康修爾猿的上下顎齒式都是2:1:2:3。臼齒有薄的琺瑯質覆蓋，且有明顯的舌面隆突。牠的顴骨粗壯，鼻嘴突出。牠的眶間區很闊，額竇及上頜竇細小。牠有一個像現存猿及舊世界猴的聽覺區，外鼓管發達。牠沒有尾巴，而犬齒是兩性異形的。頭顱骨缺乏眶上圓枕，有一些下頜前突。牠的顱腔約有167立方釐米大，而大腦化指數為1.5，故牠的外腦表面可能像長臂猿及舊世界猴。牠的手腕很像猴的，而距骨滑車很曲及有深坑。牠的腳有足橫弓，踝臂指數為96，與現今的黑猩猩相似。牠的整體骨骼都很粗壯，估計平均重約18公斤。

## 食性
非洲原康修爾猿的牙齒形態顯示牠們是吃果實的，且是在樹枝以下吃食的。

## 棲息
根據非洲原康修爾猿的顱後骨骼，估計牠有可能是棲息在樹上，且是四足行走的。

## 外部連結
- members.tripod.com介紹非洲原康修爾猿 （页面存档备份，存于）
- Mikko's Phylogeny archives 介紹原康修爾猿科